# Zołotyjów
Zołotyjów (ukr. Золотіїв, Zołotijiw) – część miasta Równego na Ukrainie, siedziby obwodu rówieńskiego, położona ok. 3 km na północ od centrum, nad rzeką Uście, dopływem Horynia. 
Znajduje się tu drewniana cerkiew Pokrowy Najświętszej Marii Panny z 1855 roku, ufundowana przez miejscowego dziedzica Lucjana Dworzańskiego. 
Pod koniec XIX wieku wieś Zołotyjów znajdowała się w powiecie rówieńskim, a miejscowa cerkiew podlegała parafii prawosławnej w Tynnem.

## Urodzeni
- Michał Grabowski